# 1969 w filmie
Wydarzenia filmowe w 1969 roku.

## Wydarzenia
- Festiwal Filmowy w Wenecji zawieszony do 1980 roku

## Premiery

### Filmy polskie
- 17 stycznia – Kierunek Berlin – reż. Jerzy Passendorfer
- 7 lutego – Samotność we dwoje – reż. Stanisław Różewicz
- 21 lutego – Człowiek z M-3 – reż. Leon Jeannot
- 14 marca – Molo – reż. Wojciech Solarz
- 28 marca – Pan Wołodyjowski – reż, Jerzy Hoffman
- 25 kwietnia – Ruchome piaski – reż. Władysław Ślesicki
- 28 kwietnia – Wszystko na sprzedaż – reż. Andrzej Wajda
- 20 maja – Gra – reż. Jerzy Kawalerowicz
- 10 czerwca – Skok – reż. Kazimierz Kutz (Daniel Olbrychski, Marian Opania, Małgorzata Braunek)
- 27 czerwca – Przygoda z piosenką  – reż. Stanisław Bareja
- 8 lipca – Rzeczpospolita babska – reż. Hieronim Przybył
- 19 sierpnia – Polowanie na muchy – reż. Andrzej Wajda
- 14 października – Struktura kryształu – reż. Krzysztof Zanussi
- 21 listopada – Wniebowstąpienie – reż. Jan Rybkowski
- 27 listopada – Księżyc – reż. Stanisław Brejdygant
- Ostatni akord

### Filmy zagraniczne
- Easy Rider – reż. Dennis Hopper
- Butch Cassidy i Sundance Kid (Butch Cassidy and the Sundance Kid) – reż. George Roy Hill
- Nocny kowboj (Midnight Cowboy) – reż. John Schlesinger
- Bierz forsę i w nogi (Take the Money and Run) – reż. Woody Allen
- Dzika banda (The Wild Bunch) – reż. Sam Peckinpah
- Z – reż. Costa-Gavras
- Czyż nie dobija się koni? (They Shoot Horses, Don’t They?) – reż. Sydney Pollack
- Rytuał (Riten) – reż. Ingmar Bergman
- W tajnej służbie Jej Królewskiej Mości (On Her Majesty’s Secret Service) – reż. Peter R. Hunt (film z Jamesem Bondem)
- Włoska robota (The Italian Job) – reż. Peter Collinson
- Zmierzch bogów (La caduta degli dei) – reż. Luchino Visconti
- W drodze na Berlin – reż. Michaił Jerszow
- 18 listopada – Trzy amerykańskie longplaye (amerikanische LPs)
- Flashback – reż. Raffaele Andreassi

## Nagrody filmowe
- Oskary
  - Najlepszy film – Nocny kowboj
  - Najlepszy aktor – John Wayne (Prawdziwe męstwo)
  - Najlepsza aktorka – Maggie Smith (Pełnia życia panny Brodie)
  - Wszystkie kategorie: 42. ceremonia wręczenia Oscarów
- Festiwal w Cannes
  - Złota Palma: Jeżeli..., reż. Lindsay Anderson
- Międzynarodowy Festiwal Filmowy w Berlinie
  - Złoty Niedźwiedź: Młode lata, reż. Želimir Žilnik

## Urodzili się
- 22 stycznia – Olivia d’Abo, angielska aktorka
- 28 stycznia – Kathryn Morris, amerykańska aktorka
- 5 lutego – Michael Sheen, brytyjski aktor
- 7 lutego – Renata Dancewicz, polska aktorka
- 11 lutego – Jennifer Aniston, amerykańska aktorka
- 12 lutego – Darren Aronofsky, amerykański reżyser
- 1 marca – Javier Bardem, hiszpański aktor
- 25 kwietnia – Renée Zellweger, amerykańska aktorka
- 1 maja – Wes Anderson, amerykański reżyser
- 14 maja – Cate Blanchett, australijska aktorka
- 25 maja – Anne Heche, amerykańska aktorka
- 20 czerwca – Peter Paige, amerykański aktor
- 4 lipca – Piotr Wereśniak, polski reżyser, scenarzysta i aktor
- 10 lipca – Gale Harold, amerykański aktor
- 24 lipca – Jennifer Lopez, amerykańska aktorka i piosenkarka
- 30 lipca – Simon Baker, australijski aktor
- 18 sierpnia
  - Edward Norton, amerykański aktor, reżyser i producent filmowy
  - Christian Slater, amerykański aktor
- 25 września – Catherine Zeta-Jones, brytyjska aktorka
- 29 września – Erika Eleniak, amerykańska aktorka
- 22 października – Spike Jonze, amerykański reżyser
- 4 listopada – Matthew McConaughey, amerykański aktor
- 13 listopada – Gerard Butler, szkocki aktor
- 21 grudnia – Julie Delpy, francuska aktorka

## Zmarli
- 2 lutego – Boris Karloff, angielski aktor (ur. 1887)
- 8 czerwca – Robert Taylor, amerykański aktor (ur. 1911)
- 22 czerwca – Judy Garland, aktorka (ur. 1922)
- 10 lipca – Bogumił Kobiela, polski aktor komediowy (ur. 1931)
- 9 sierpnia – Sharon Tate, amerykańska aktorka, zamordowana przez bandę Charlesa Mansona, żona Romana Polańskiego (ur. 1943)
- 22 sierpnia – Tadeusz Kalinowski, polski aktor (ur. 1915)
- 12 października – Sonja Henie, norweska łyżwiarka figurowa i aktorka (ur. 1912)